# Jibidi
Le jibidi est la forme bretonne du chibredi, une danse connue dans toutes les provinces de France dans le dernier quart du XIXe siècle. Cette danse bretonne est pratiquée par les fillettes dans les écoles à Brest vers 1885 au plus tard et elle s'installe dans la plupart des campagnes entre 1890 et 1914 selon Jean-Michel Guilcher. Elle ne perdure pas dans la tradition.

## Implantation
Son appellation varie beaucoup : Jibeli (Vannetais), chiberli (pays bigouden), sémeri (au nord de Pontivy), chacun de ces termes étant suivi de son doublet en a (« jibidi-jibida »). On entend parfois aussi « jibidi-jabadao ». En Cornouaille, il est arrivé qu'il constitue une figure nouvelle dans un Jabadao alors que le plus souvent il restait une simple amusette.
Dans des communes de Haute-Cornouaille, « le jibidi s'est greffé sur le passepied, qui comportait comme lui un trajet collectif en ronde suivi de sauts vers le centre, etc. ». Il a substitué le passepied dans certains endroits de Haute-Cornouaille orientale, comme ce qui s'est passé dans le pays gallo voisin. Cette danse d'amusement est utilisée en « contredanse » et peut se substituer au bal dans une suite. Tout comme le petistoup, la danse s'est peu propagée, son manque de substance ayant fait l'abandonner rapidement.

## Pratique
La danse comporte une partie A, qui sert au déplacement du groupe de danseurs (presque toujours marche) et une partie B (deux phrases de huit temps) qui s'exécute sur place avec un pas caractéristique.
Il existe deux principales formes : la ronde et le cortège. Ces variantes sont semblables à celles du bal à deux et du passepied. 